# God looked down
God looked down is een studioalbum van Iain Matthews uit 1996. Zijn verbintenis met musicus en producer Mark Hallman werd voortgezet op dit album; ook dit album is opgenomen in de Congress House Studio in Austin (Texas).

## Musici
- Iain Matthews – zang, akoestische gitaar
- David Grissom, Bradley Kopp - gitaar
- Glenn Fukanaga – basgitaar
- Michael Ramos – toetsinstrumenten
- Mark Hallman – mondharmonica, toetsinstrumenten, percussie, akoestische gitaar, achtergrondzang
- Chris Searles – slagwerk
- Gene Elders – viool
- Steve Zirkel – trompet

## Muziek
Alle door Matthews

| Nr. | Titel                        | Duur |
| --- | ---------------------------- | ---- |
| 1.  | The beat I walk              | 4:30 |
| 2.  | God looked down              | 3:53 |
| 3.  | Southern wind                | 4:16 |
| 4.  | You’ll know lightening       | 3:29 |
| 5.  | Alone agin blues             | 4:53 |
| 6.  | This train                   | 4:00 |
| 7.  | Power of blue                | 5:06 |
| 8.  | Eye of the needle            | 4:47 |
| 9.  | King of the hill             | 3:41 |
| 10. | Trigger man                  | 3:46 |
| 11. | So many eyes                 | 4:00 |
| 12. | If it’s not one it’s another | 2:20 |